# Roger av Wendover
Roger av Wendover, troligen född i Wendover i Buckinghamshire, död 6 maj 1236 i St Albans, var en engelsk krönikeskrivare och munk. Han skrev en vidlyftig krönika med titeln Flores historiarum, vilken går från världens skapelse till 1235 och har självständigt värde för tiden från 1202. Den är utgiven av H.O. Coxe (4 bd, 1841–1842) och, för tiden från 1154, i Rolls Series av H.G. Hewlett (3 bd, 1886–1889). Kritiken har påvisat att han som historisk källa är ganska otillförlitlig.